# 튀르키스탄

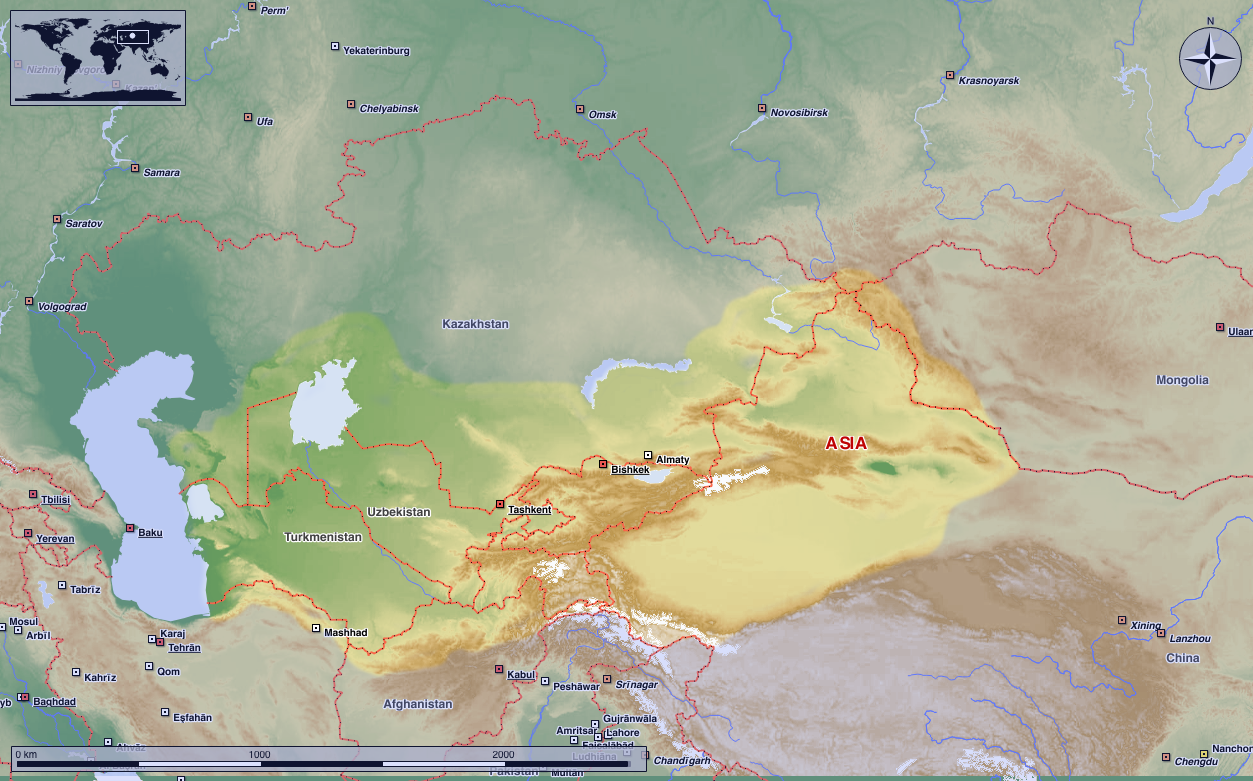
튀르키스탄은 러시아 타타르스탄과 시베리아 지방, 몽골, 중국 신장 지역, 카자흐스탄, 투르크메니스탄, 타지키스탄, 우즈베키스탄, 키르기스스탄, 아프가니스탄 일부를 포함한 많은 국가를 포함한다.

튀르키스탄은 역사적으로 중앙아시아 지역을 부르던 말이다. 튀르키스탄은 "튀르크족의 땅"이라는 뜻을 담고 있다. 예전에는 어느 지역까지를 튀르키스탄이라고 불렀는지 확실히 정해진 것은 없었고 튀르크족들이 사는 지역을 부르는 명칭이였다.
톈산산맥과 파미르고원을 경계로 러시아령 튀르키스탄(서튀르키스탄)과 동튀르키스탄으로 나뉜다. 동튀르키스탄은 현재는 신장 위구르 자치구라고 불린다.
튀르크인은 과거 돌궐이라고도 불렸으며 중앙아시아에서부터 지금의 터키까지 진출하였다. 튀르키예는 예전에는 오스만 제국라 불리던 사실에서 알 수 있듯이 튀르키예에서는 튀르키예인들을 역사적으로 튀르키스탄에서 진출해온 민족이라고 말하고 있다. 1991년에 소련이 해체되고 옛 튀르키스탄이라는 불리던 지역에 있는 국가들이 독립하였다.

## 같이 보기
- 타림 분지
- 중앙아시아
- 서역
- 서역의 불교